# Out of Africa (soundtrack)
Out of Africa is de originele soundtrack, gecomponeerd en gedirigeerd door John Barry voor de film Out of Africa uit 1985 van Sydney Pollack. Het album werd uitgebracht in 1985 door MCA Records.

## Achtergrond
De soundtrack bevatte een aantal externe stukken, zoals het tweede deel van Mozarts Klarinetconcert en Afrikaanse traditionele liederen. De soundtrack leverde Barry een Oscar op voor beste originele muziek en staat op de vijftiende plaats in de lijst van de 25 beste Amerikaanse filmsoundtracks van het American Film Institute.
In 1987 werd een speciale editie uitgegeven met het nummer "The Music of Goodbye (Love Theme)" van Melissa Manchester & Al Jarreau. Een heropname onder leiding van Joel McNeely en uitgevoerd door het Royal Scottish National Orchestra werd in 1997 uitgebracht via Varèse Sarabande en bevat achttien tracks met een speelduur van iets minder dan negenendertig minuten. In 2024 bracht Intrada Records een 2-cd-uitbreiding uit met de volledige filmmuziek, alternatieven, bronmuziek en het soundtrackalbum uit 1985.

## Tracklijst
Alle muziek en teksten zijn geschreven door John Barry, tenzij anders vermeld. 
| 1.                 | Main Title (I Had A Farm In Africa)                                                            | 3:07 |
| 2.                 | I'm Better At Hello (Karen's Theme I)                                                          | 1:15 |
| 3.                 | Have You Got A Story For Me?                                                                   | 1:12 |
| 4.                 | Concerto For Clarinet And Orchestra In A (K.622) (gecomponeerd door – Wolfgang Amadeus Mozart) | 2:46 |
| 5.                 | Safari                                                                                         | 2:40 |
| 6.                 | Karen's Journey / Siyawe (gearrangeerd door [Siyawe: Afrikaans traditioneel] – John Barry)     | 4:46 |
| 7.                 | Flying Over Africa                                                                             | 3:22 |
| 8.                 | I Had A Compass From Denys (Karen's Theme II)                                                  | 2:27 |
| 9.                 | Alone On The Farm                                                                              | 1:55 |
| 10.                | Let The Rest Of The World Go By (gecomponeerd door – Ernest R. Ball & J. Keirn Brennan)        | 3:12 |
| 11.                | If I Know A Song Of Africa (Karen's Theme III)                                                 | 2:11 |
| 12.                | End Title (You Are Karen)                                                                      | 4:03 |
| Totale duur: 33:28 |                                                                                                |      |

## Hitnoteringen

### NederlandseAlbum Top 100(Nationale Hitparade Elpee Top 75)
| Hitnotering: (week 1 t/m 14) 29-03-1986 t/m 28-06-1986 Hitnoteringen: (week 15 t/m 19) 26-07-1986 t/m 23-08-1986 | Hitnotering: (week 1 t/m 14) 29-03-1986 t/m 28-06-1986 Hitnoteringen: (week 15 t/m 19) 26-07-1986 t/m 23-08-1986 | Hitnotering: (week 1 t/m 14) 29-03-1986 t/m 28-06-1986 Hitnoteringen: (week 15 t/m 19) 26-07-1986 t/m 23-08-1986 | Hitnotering: (week 1 t/m 14) 29-03-1986 t/m 28-06-1986 Hitnoteringen: (week 15 t/m 19) 26-07-1986 t/m 23-08-1986 | Hitnotering: (week 1 t/m 14) 29-03-1986 t/m 28-06-1986 Hitnoteringen: (week 15 t/m 19) 26-07-1986 t/m 23-08-1986 | Hitnotering: (week 1 t/m 14) 29-03-1986 t/m 28-06-1986 Hitnoteringen: (week 15 t/m 19) 26-07-1986 t/m 23-08-1986 | Hitnotering: (week 1 t/m 14) 29-03-1986 t/m 28-06-1986 Hitnoteringen: (week 15 t/m 19) 26-07-1986 t/m 23-08-1986 | Hitnotering: (week 1 t/m 14) 29-03-1986 t/m 28-06-1986 Hitnoteringen: (week 15 t/m 19) 26-07-1986 t/m 23-08-1986 | Hitnotering: (week 1 t/m 14) 29-03-1986 t/m 28-06-1986 Hitnoteringen: (week 15 t/m 19) 26-07-1986 t/m 23-08-1986 | Hitnotering: (week 1 t/m 14) 29-03-1986 t/m 28-06-1986 Hitnoteringen: (week 15 t/m 19) 26-07-1986 t/m 23-08-1986 | Hitnotering: (week 1 t/m 14) 29-03-1986 t/m 28-06-1986 Hitnoteringen: (week 15 t/m 19) 26-07-1986 t/m 23-08-1986 | Hitnotering: (week 1 t/m 14) 29-03-1986 t/m 28-06-1986 Hitnoteringen: (week 15 t/m 19) 26-07-1986 t/m 23-08-1986 | Hitnotering: (week 1 t/m 14) 29-03-1986 t/m 28-06-1986 Hitnoteringen: (week 15 t/m 19) 26-07-1986 t/m 23-08-1986 | Hitnotering: (week 1 t/m 14) 29-03-1986 t/m 28-06-1986 Hitnoteringen: (week 15 t/m 19) 26-07-1986 t/m 23-08-1986 | Hitnotering: (week 1 t/m 14) 29-03-1986 t/m 28-06-1986 Hitnoteringen: (week 15 t/m 19) 26-07-1986 t/m 23-08-1986 | Hitnotering: (week 1 t/m 14) 29-03-1986 t/m 28-06-1986 Hitnoteringen: (week 15 t/m 19) 26-07-1986 t/m 23-08-1986 | Hitnotering: (week 1 t/m 14) 29-03-1986 t/m 28-06-1986 Hitnoteringen: (week 15 t/m 19) 26-07-1986 t/m 23-08-1986 | Hitnotering: (week 1 t/m 14) 29-03-1986 t/m 28-06-1986 Hitnoteringen: (week 15 t/m 19) 26-07-1986 t/m 23-08-1986 | Hitnotering: (week 1 t/m 14) 29-03-1986 t/m 28-06-1986 Hitnoteringen: (week 15 t/m 19) 26-07-1986 t/m 23-08-1986 | Hitnotering: (week 1 t/m 14) 29-03-1986 t/m 28-06-1986 Hitnoteringen: (week 15 t/m 19) 26-07-1986 t/m 23-08-1986 | Hitnotering: (week 1 t/m 14) 29-03-1986 t/m 28-06-1986 Hitnoteringen: (week 15 t/m 19) 26-07-1986 t/m 23-08-1986 | Hitnotering: (week 1 t/m 14) 29-03-1986 t/m 28-06-1986 Hitnoteringen: (week 15 t/m 19) 26-07-1986 t/m 23-08-1986 | Hitnotering: (week 1 t/m 14) 29-03-1986 t/m 28-06-1986 Hitnoteringen: (week 15 t/m 19) 26-07-1986 t/m 23-08-1986 |
| Week: | 1 | 2 | 3 | 4 | 5 | 6 | 7 | 8 | 9 | 10 | 11 | 12 | 13 | 14 | | 15 | 16 | 17 | 18 | 19 | | |
| --- | --- | --- | --- | --- | --- | --- | --- | --- | --- | --- | --- | --- | --- | --- | --- | --- | --- | --- | --- | --- | --- | --- |
| Positie: | 73 | 39 | 21 | 20 | 24 | 20 | 26 | 34 | 38 | 39 | 42 | 52 | 57 | 61 | uit | 71 | 72 | 71 | 75 | 75 | uit | |

### NPO Klassiek Filmmuziek Top 200
| Out of Africa in de NPO Klassiek Filmmuziek Top 200 | Out of Africa in de NPO Klassiek Filmmuziek Top 200 | Out of Africa in de NPO Klassiek Filmmuziek Top 200 | Out of Africa in de NPO Klassiek Filmmuziek Top 200 | Out of Africa in de NPO Klassiek Filmmuziek Top 200 | Out of Africa in de NPO Klassiek Filmmuziek Top 200 | Out of Africa in de NPO Klassiek Filmmuziek Top 200 | Out of Africa in de NPO Klassiek Filmmuziek Top 200 | Out of Africa in de NPO Klassiek Filmmuziek Top 200 | Out of Africa in de NPO Klassiek Filmmuziek Top 200 | Out of Africa in de NPO Klassiek Filmmuziek Top 200 |
| Jaar                                                | 2016                                                | 2017                                                | 2018                                                | 2019                                                | 2020                                                | 2021                                                | 2022                                                | 2023                                                | 2024                                                | 2025                                                |
| --------------------------------------------------- | --------------------------------------------------- | --------------------------------------------------- | --------------------------------------------------- | --------------------------------------------------- | --------------------------------------------------- | --------------------------------------------------- | --------------------------------------------------- | --------------------------------------------------- | --------------------------------------------------- | --------------------------------------------------- |
| Positie                                             | 11                                                  | 14 35*                                              | 14                                                  | 33                                                  | 27                                                  | 24                                                  | 24                                                  | 21                                                  | 21                                                  | 15                                                  |

( * als Concerto for Clarinet and Orchestra in A (K.622))

## Prijzen en nominaties
| Jaar | Prijs                 | Categorie                     | Genomineerde(n) | Uitslag     |
| ---- | --------------------- | ----------------------------- | --------------- | ----------- |
| 1986 | Academy Award (Oscar) | Beste filmmuziek              | John Barry      | Gewonnen    |
| 1986 | Golden Globe          | Beste filmmuziek              | John Barry      | Gewonnen    |
| 1987 | BAFTA Award           | Beste filmmuziek              | John Barry      | Genomineerd |
| 1987 | Grammy Award          | Best Instrumental Composition | John Barry      | Gewonnen    |